# 芦屋市立宮川小学校
芦屋市立宮川小学校（あしやしりつ みやがわしょうがっこう）は、兵庫県芦屋市浜町に所在する公立小学校。

## 沿革
- 1927年（昭和2年）12月1日 - 精道第二尋常小学校として開校。
- 1932年（昭和7年）4月1日 - 精道第二尋常高等小学校と改称。
- 1933年（昭和8年）4月1日 - 宮川尋常高等小学校と改称。
- 1939年（昭和14年）3月31日 - 宮川尋常小学校と改称。
- 1941年（昭和16年）4月1日 - 国民学校令により、宮川国民学校と改称。
- 1947年（昭和22年）4月1日 - 学制改革により、芦屋市立宮川小学校と改称。
- 1951年（昭和26年）5月8日 - 現在地に移転。
- 1956年（昭和31年）8月22日 - 鉄筋2階建南校舎竣エ。
- 1960年（昭和35年）7月21日 - プール新設。
- 1962年（昭和37年）
  - 11月17日 - 全教室にテレビ設置。
  - 12月25日 - 放送室新設。
- 1967年（昭和42年）12月1日 - 創立40周年記念として総合体育器設置。コンクリート製「羊」完成。
- 1968年（昭和43年）8月13日 - 講堂を体育館に内部改装。
- 1969年（昭和44年）11月24日 - 木造中央校舎火災により焼失（2750㎡のうち1723㎡）。
- 1970年（昭和45年）10月5日 - 中校舎竣工。
- 1971年（昭和46年）2月27日 - 中校舎落成記念「ふるさとの池」造成。
- 1972年（昭和47年）9月30日 - 北校舎防音工事及び3階教室内改装。
- 1974年（昭和49年）4月1日 - 基礎学級（知的）新設。
- 1975年（昭和50年）6月30日 - 公害防止空調施設設置。
- 1977年（昭和52年）12月1日 - 創立50周年記念誌発行し、タイムカプセル50周年園完成。
- 1979年（昭和54年）5月10日 - 体育倉庫・仲よし学級新築完成。
- 1982年（昭和57年）4月1日 - 打出浜小学校開校に伴い、通学区域の変更実施。
- 1987年（昭和62年）7月9日 - 創立60周年記念庭園竣工。
- 1989年（平成元年）3月31日 - 新図書室完成。
- 1994年（平成6年）5月16日 - 第一期校舎建築着工。
- 1995年（平成7年）
  - 1月17日 - 5時46分頃に発生した阪神・淡路大震災により、本校が住民の避難所となる。
  - 4月1日 - 基礎学級（情緒）新設。
  - 5月9日 - 第一期校舎完成を祝う会。
- 1996年（平成8年）
  - 3月1日 - 第二期校舎完成。
  - 12月25日 - 第三期校舎完成。
- 1997年（平成9年）4月18日 - 創立70周年並びに新校舎完成を祝う会を開催。
- 1998年（平成10年）4月9日 - 基礎学級（肢体不自由）新設。
- 2009年（平成21年）12月25日 - 情報教育活動における電子黒板導入。
- 2014年（平成26年）7月31日 - プール棟新設。
- 2020年（令和2年）3月3日 - この日から5月31日まで、新型コロナウイルス感染症及び感染拡大防止対策のため臨時休校の措置を採る。

## 通学区域と進学先中学校
出典

### 通学区域
- 打出小槌町、宮塚町、若宮町、宮川町、浜町、西蔵町、呉川町

### 進学先中学校
公立学校に進学する場合
- 芦屋市立精道中学校

## 周辺
- 芦屋市立宮川幼稚園 - 敷地が隣接（南側）、かつ進学前幼稚園のひとつ。
- 国道43号線
- 阪神高速3号神戸線
  - 国道・阪神高速共、校地のすぐ北側を通る。
- 打出浜公園
- このほか、中小規模のマンション・アパートなども点在。

## アクセス
- 阪急バス「13」系統で、「宮川小学校前」停留所下車後、芦屋川市道150号線沿いにある東側の校門まで、
  - 芦屋病院・阪急芦屋川駅行のりばから、徒歩約215m・約3分。
  - 芦屋浜営業所行のりばから、徒歩約260m・約4分（市道150号線・国道43号線経由）。
    - なお、芦屋浜営業所行のりばへは、芦屋病院・阪急芦屋川駅行と同一ルートなら約230mほどだが、芦屋市道327号線と停留所がある芦屋市道稲荷山線との交差点に横断歩道が設置されていないため、横断歩道が設置されている国道43号線まで廻る必要がある。
- 阪神電鉄本線打出駅より、
  - 上り線（尼崎・大阪梅田・難波・奈良方面行）のりばから、徒歩約400m・約6分。
  - 下り線（神戸三宮・明石・姫路方面行）のりばから、徒歩約390m・約6分。

## 通学区域が隣接している学校
- 芦屋市立精道小学校
- 芦屋市立山手小学校
- 芦屋市立岩園小学校
- 芦屋市立打出浜小学校
- 芦屋市立浜風小学校
- 芦屋市立潮見小学校